# 刘开渠
刘开渠（1904年10月1日—1993年6月25日），原名刘大田，中国雕塑家。

## 生平
刘开渠生于江苏萧县坡里乡刘窑村（今安徽省淮北市杜集区刘窑村），自幼家境贫困，原名刘大田，“开渠”之名为14岁时其小学老师所改。1920年，借得一笔萧县留外资金，并考入国立北京艺术专科学校。1923年，与同学李有行、陈宗向等组织“心琴画会”，以反对守旧、提倡写生为宗旨。1927年从西画系毕业。毕业后，几经周折才在南京大学谋得一份刻蜡版的工作，不久受聘任国立西湖艺术院助教，兼图书馆主任。1928年8月，由南京大学校长蔡元培推荐和资助，赴法国留学，进入巴黎国立美术学院雕塑系，师从著名雕塑家让·朴舍教授，后于1931年受邀成为其助手。1932年底，与吕斯百、常书鸿等人发起中国留法艺术研究会，通过《艺风》刊物向国内介绍欧洲绘画、雕塑。
1933年6月回国，任杭州艺术专科学校雕塑系主任、教授，1949年9月起任校长。1951年，任中央美术学院华东分院院长，兼任杭州市副市长。同年加入中国民主同盟。1953年借调北京，任人民英雄纪念碑设计处处长、雕塑组组长。1959年任中央美术学院副院长，后任院长。1963年任中国美术馆馆长。“文革”期间遭隔离审查，并下放到农村。1980年，被重新任命为中国美术馆馆长。曾当选上海市美术家协会主席、中国美术家协会副主席、全国城市雕塑建设指导委员会主任。曾任第一、二、三届全国人大代表，第五、八届全国政协委员和第六、七届全国政协常委。
1993年病逝于北京。 

## 艺术作品
- 《淞沪抗日阵亡将士纪念碑》（1934年）
- 《王铭章骑马铜像》（1943年）
- 《无名英雄像》（1943年）
- 《川军抗日英雄纪念像》（1944年，后被毁，1985年重建）
- 《孙中山座像》（1944年）
- 大型浮雕《农工之家》（1945年）
- 《毛主席主席像》（1951年）
- 《刘少奇像》（1982年，与程允贤合作）[7]
- 《斯大林像》（1954年）
- 人民英雄纪念碑的三幅浮雕：《胜利渡长江·解放全中国》《支援前线》《欢迎人民解放军》[3]

## 艺术特点
刘开渠将中国传统雕塑表现手法融入西方雕塑，风格独特。

## 个人纪念馆
位于中国安徽省淮北市相山公园内。